# Gut Rothensiek

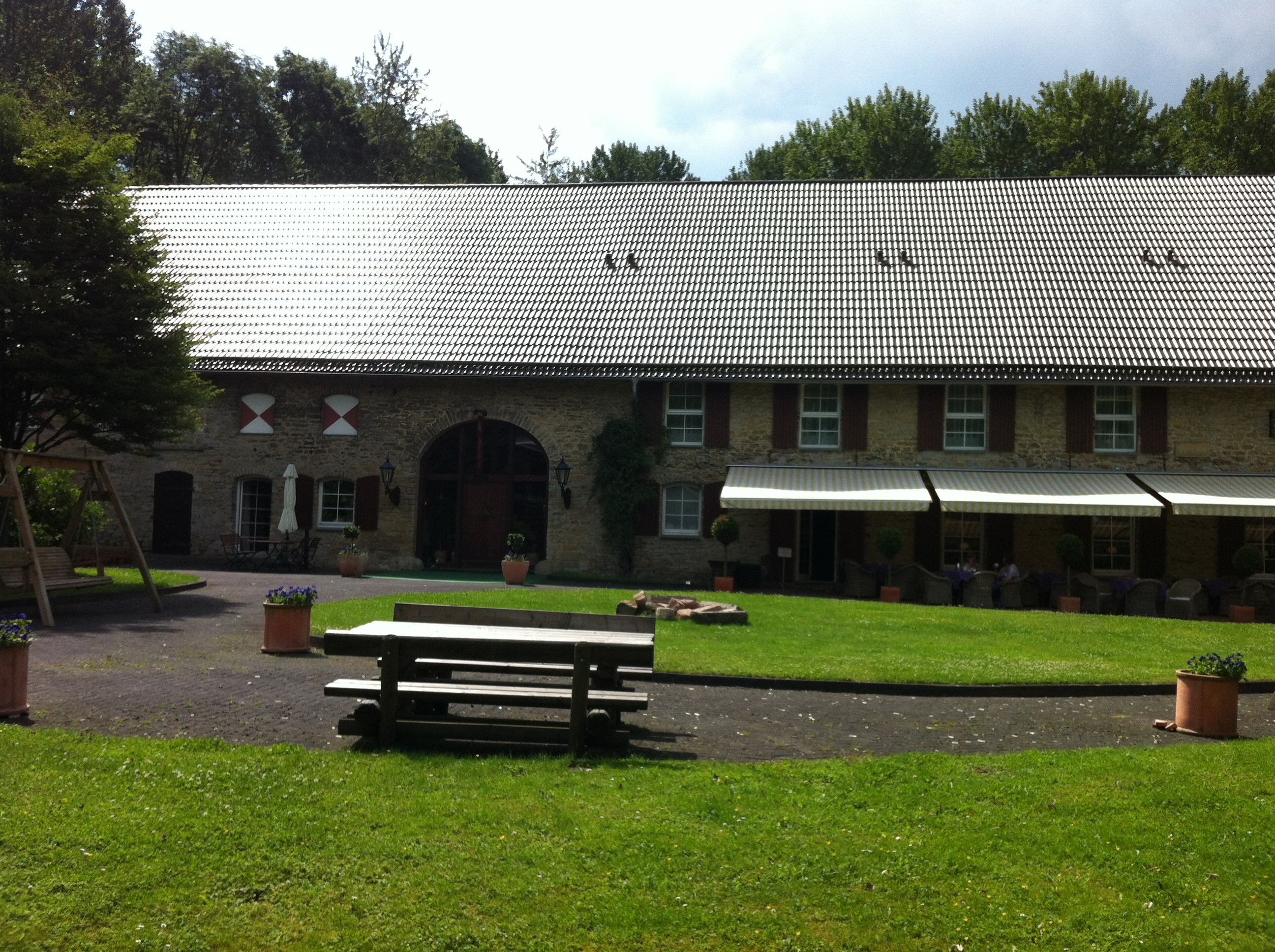
Das heutige Gut Rothensiek

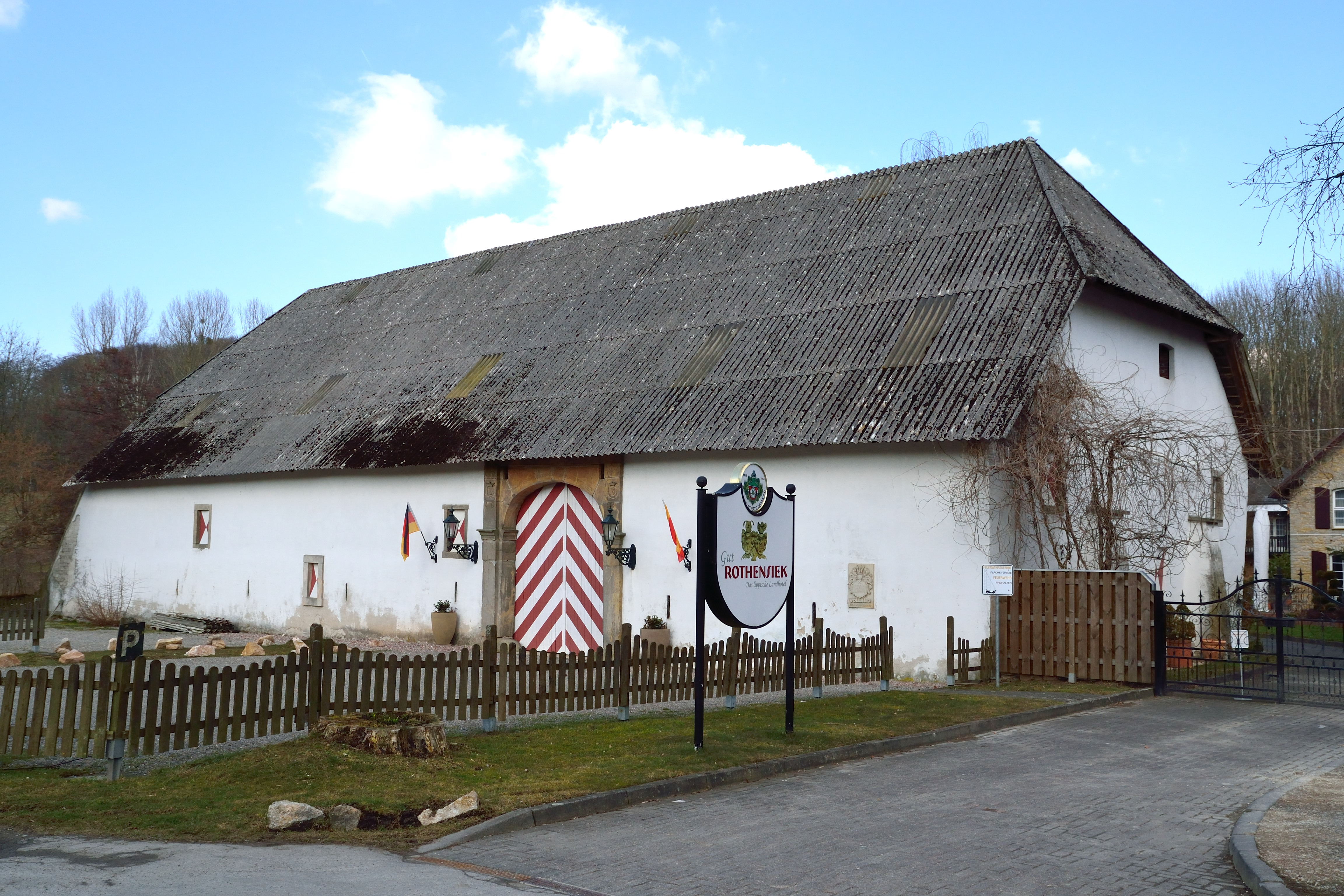
Torhaus Gut Rothensiek

Das Gut Rothensiek liegt in Leopoldstal, einem Ortsteil der Stadt Horn-Bad Meinberg, unweit von Detmold und Paderborn im Teutoburger Wald. Das Torhaus des Gutes aus dem Jahre 1687 steht unter Denkmalschutz.

## Geschichte
Im Jahre 1481 erhielt Hermann Trumpe als gelernter Müller und Diener des lippischen Grafen Bernhard VII. (1429–1511) die Ländereien um das heutige Gut Rothensiek als Lehnsgut.
In den Akten wurde in seinen Diensten als „Magd und Bislepersche“ (Haushälterin und Beischläferin) eine Ilseke Trumpe erwähnt, die mindestens 11 uneheliche Kinder mit dem Grafen hatte. Wenn dies die Schwester des Hermann Trumpe auf Rodensiek war, ist das Wohlwollen seines ehemaligen Herren damit erklärt.
Im Jahre 1530 vererbte Hermann Trumpe Gut Rodensiek an seinen gleichnamigen Sohn.
1574 verkaufte der Enkel des Gründers das Gut an den lippischen Grafen Simon VI. zum Schein, der es kurz darauf an den gräflichen Sekretär, Adolf von Rinteln, weitergab. Dieser bezahlte dann auch die Kaufsumme. Anlass für den Scheinkauf durch den Grafen war, dass die Horner ein Mitspracherecht bei der Veräußerung des Gutes Rothensiek hatten.
Mit Hilfe des Grafen ging der Kauf reibungsloser über die Bühne.
1580 bis 1582 raffte die Pest viele Lipper hin. Der Dreißigjährige Krieg sowie die Pest hatten die Bevölkerung auf ein Viertel verringert. 1671 kaufte von Kotzenberg von Cord von der Lippe die ersten ca. 30 % des Gutes Rothensiek. 1674 wurde von Kotzenberg vom Kaiser geadelt. 1677 wurde der von Kotzenberg erworbene Teilbesitzes des Gutes zum Rittergut erklärt. 1679 kaufte von Kotzenberg den größeren Teil des Gutes von der Witwe Beckmann. 1687 vollendete von Kotzenberg den Bau der Wehranlagen mit Wassergraben, Zugbrücke und Schießscharten durch die Fertigstellung des „Vorwerkes“. Dieses steht heute unter Denkmalschutz. 1712 verkauften die Erben das Rittergut an Christoph von Stedingk. 1781 verkaufte der Enkel Georg Friedrich das Gehöft an die Lippische Fürstliche Rentkammer, es schied mit diesem Tage aus der Reihe der Rittergüter aus. Hermann Adolf Heinrich Krücke erhielt 1789 Gut Rothensiek in Erbpacht. Nach seinem Tode im Jahre 1813 führte seine Frau die Geschäfte des Gutes bis 1827. 1882 kaufte Emil Volland von seinen Verwandten das Gut. Das Gut Rothensiek verblieb in der Familie Volland und wurde 1982 durch Neu- und Umbauten für Urlauber umgewandelt, seit 2003 wird die Anlage nach Umbauten als Hotel genutzt.